# Dans les ruisseaux
Singles de Alain Chamfort
Eine rose so wunderschön wie du
(1970) Signe de vie, signe d'amour
(1972)
Dans les ruisseaux est une chanson interprétée par Alain Chamfort en 1972 et sorti en 45 tours la même année chez Flèche Productions.
Elle sera rééditée sur la compilation de 1973 ; en revanche, sa face B, Le train de Moscou, ne sera reprise sur aucun autre support, et sera le seul titre francophone exclu de l'intégrale 1966-1997 sortie sur XIII Bis Records.

## Historique
Écrite par Vline Buggy et Yves Dessca et composée par Michel Pelay et Alain Chamfort, elle est la première chanson interprétée par le chanteur sous son nom de scène, choisi par Claude François, qu'il a rencontré deux ans plus tôt.
Cette chanson, vendue à 80 000 exemplaires, sera le coup de pouce dans la carrière du jeune chanteur de 23 ans, qui avait sorti des 45 tours chez EMI sous son vrai nom Alain Le Govic, mais qui n'ont pas rencontré le succès espéré. 
Toujours en 1972, sa carrière sera définitivement lancée avec Signe de vie, signe d'amour, qui connaîtra un succès et qui fera de Chamfort un "chanteur à minettes", étiquette qui le collera à la peau jusqu'à Manureva, qui révèle une autre facette de sa personnalité et une maturité dans les choix des textes.